# Campionati mondiali di slittino su pista naturale 2023
I campionati mondiali di slittino su pista naturale 2023 furono la 24ª edizione della rassegna iridata dello slittino su pista naturale, manifestazione che dal 2000 è organizzata negli anni non olimpici dalla Federazione Internazionale Slittino. Si tennero dal 10 al 12 febbraio 2023 a Nova Ponente, in Italia, dopo che la località romena Vatra Dornei, dovette rinunciare allo svolgimento delle gare a causa della mancanza di neve. 
In seguito all'invasione dell'Ucraina, gli atleti russi e bielorussi sono stati esclusi dalle competizioni.
Si disputarono quattro differenti specialità: singolo donne, singolo uomini, doppio e staffetta a squadre. La località italia aveva già ospitato i mondiali della disciplina nel 2013.
In due delle quattro gare in programma, i campioni in carica sono stati in grado di difendere il titolo conquistato due anni prima mentre nel doppio, i padroni di casa Patrick Lambacher e Matthias Lambacher hanno vinto il loro primo oro mondiale.

## Calendario
Il campionato del mondo si è svolto sulla lunghezza di tre giornate. La prima dedicata interamente alle prove del singolo e del doppio, la seconda per le prime manche di singolo e per la gara di doppio, mentre nell'ultima giornata si sono disputate le manche conclusive di singolo e la staffetta a squadre. Al termine di ogni gara è avvenuta la premiazione con trofeo e medaglie.
| M | Maschile | F | Femminile | EQ | Misto |

| febbraio 2023       | 10 Ven | 10 Ven | 10 Ven | 11 Sab | 11 Sab | 12 Dom | 12 Dom |
| ------------------- | ------ | ------ | ------ | ------ | ------ | ------ | ------ |
| Prove               | F      | M      | EQ     |        |        |        |        |
| Singolo             |        |        |        | F      | M      | F      | M      |
| Doppio              |        |        |        | EQ     | EQ     |        |        |
| Staffetta a squadre |        |        |        |        |        | EQ     | EQ     |

## La pista
La pista da gara si presenta con 12 curve, delle quali 6 a destra e altrettante a sinistra. La lunghezza totale del tracciato è di 785 metri per un dislivello di 110 metri. Questo fa sì che la pendenza media del tracciato risulti pari al 14,0%. 
| Pista di Umhausen |       |
| Lunghezza         | 785 m |
| Dislivello        | 110 m |
| Curve a destra    | 6     |
| Curve a sinistra  | 6     |
| Pendenza media    | 14,0% |

## Singolo donne
La gara di singolo donne si disputò l'11 e 12 febbraio 2023 sulla lunghezza di tre manche. Presero parte alla gara 17 atlete di 10 nazionalità differenti e di queste portarono a termine tutte e tre le discese.

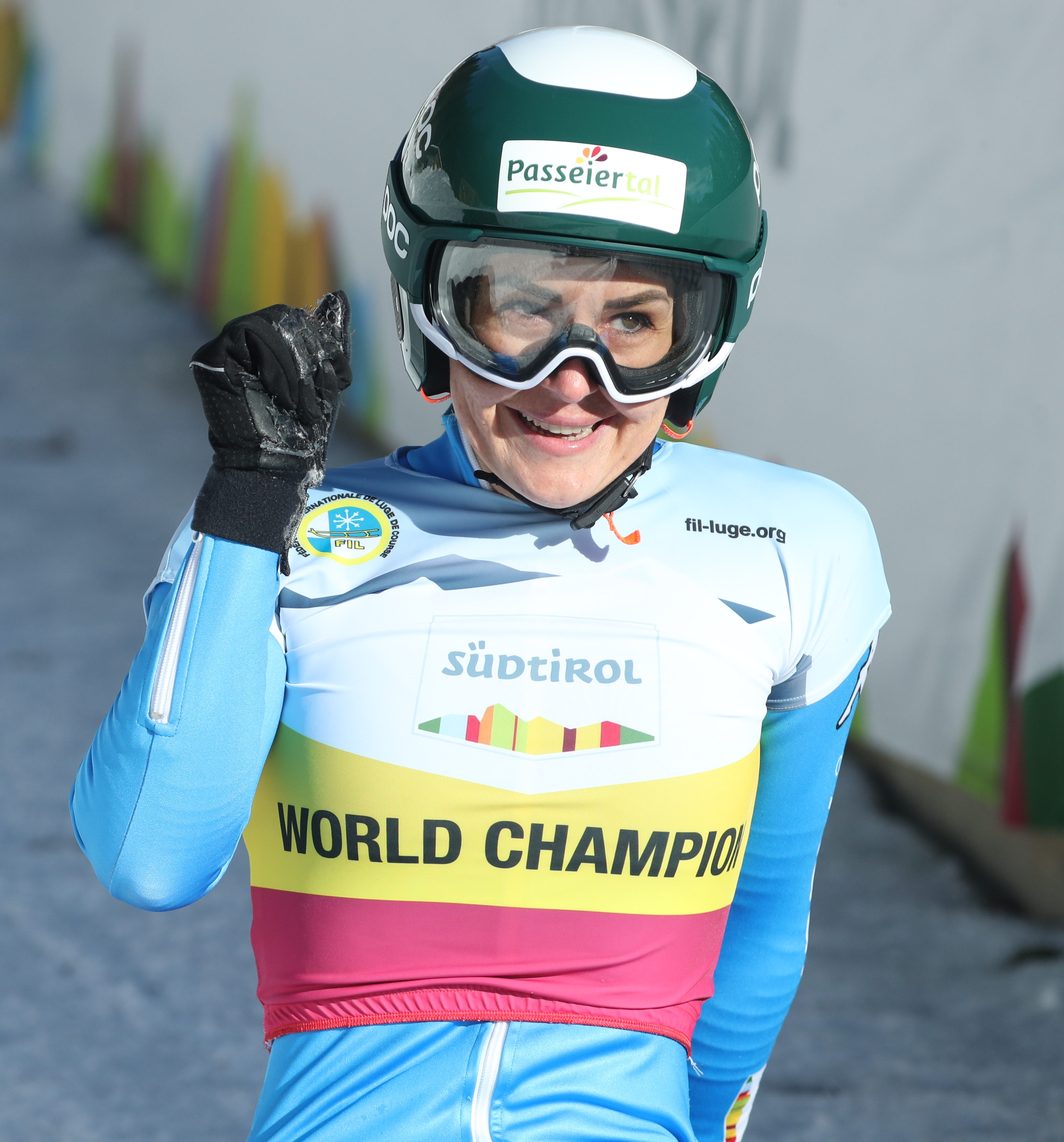
Evelin Lanthaler si è aggiudicata la prova del singolo donne. Ha così vinto per la quarta volta il titolo mondiale al femminile.

Evelin Lanthaler si presentava da campionessa iridata in carica e con già tre titoli complessivamente all'attivo. Nelle ultime competizioni tra mondiali, europei e Coppa del Mondo aveva ottenuto ben 38 vittorie in 40 gare.
Le due volte in cui non era salita sul gradino più alto era stato in gare di Coppa del Mondo dove Greta Pinggera, campionessa del mondo 2017, aveva chiuso al primo posto.
La detentrice del titolo è stata in grado di replicare la vittoria facendo segnare il miglior tempo di manche in tutte le discese. Con un vantaggio di 1"53 ha chiuso davanti a  Greta Pinggera mentre al terzo posto si è classificata Tina Unterberger.
Per Evelin Lanthaler si è trattato del quarto titolo mondiale nel singolo donne e la sesta medaglia iridata nella specialità.
L'Italia si è aggiudicata questa gara per la quinta volta consecutiva.
| Pos. | Atleta           | Nazione | 1ª manche | 2ª manche | 3ª manche | Totale  | Distacco |
| ---- | ---------------- | ------- | --------- | --------- | --------- | ------- | -------- |
|      | Evelin Lanthaler | Italia  | 55"49     | 55"13     | 55"21     | 2'45"83 |          |
|      | Greta Pinggera   | Italia  | 55"78     | 55"70     | 55"88     | 2'47"36 | +1"53    |
|      | Tina Unterberger | Austria | 55"70     | 56"03     | 55"99     | 2'47"72 | +1"89    |

## Singolo uomini
La gara di singolo uomini si disputò l'11 e il 12 febbraio 2023 sulla lunghezza di tre manche. Presero parte alla competizione 31 atleti di 11 nazionalità diverse. Solo 25 di essi vennero ammessi alla disputa della manche conclusiva.

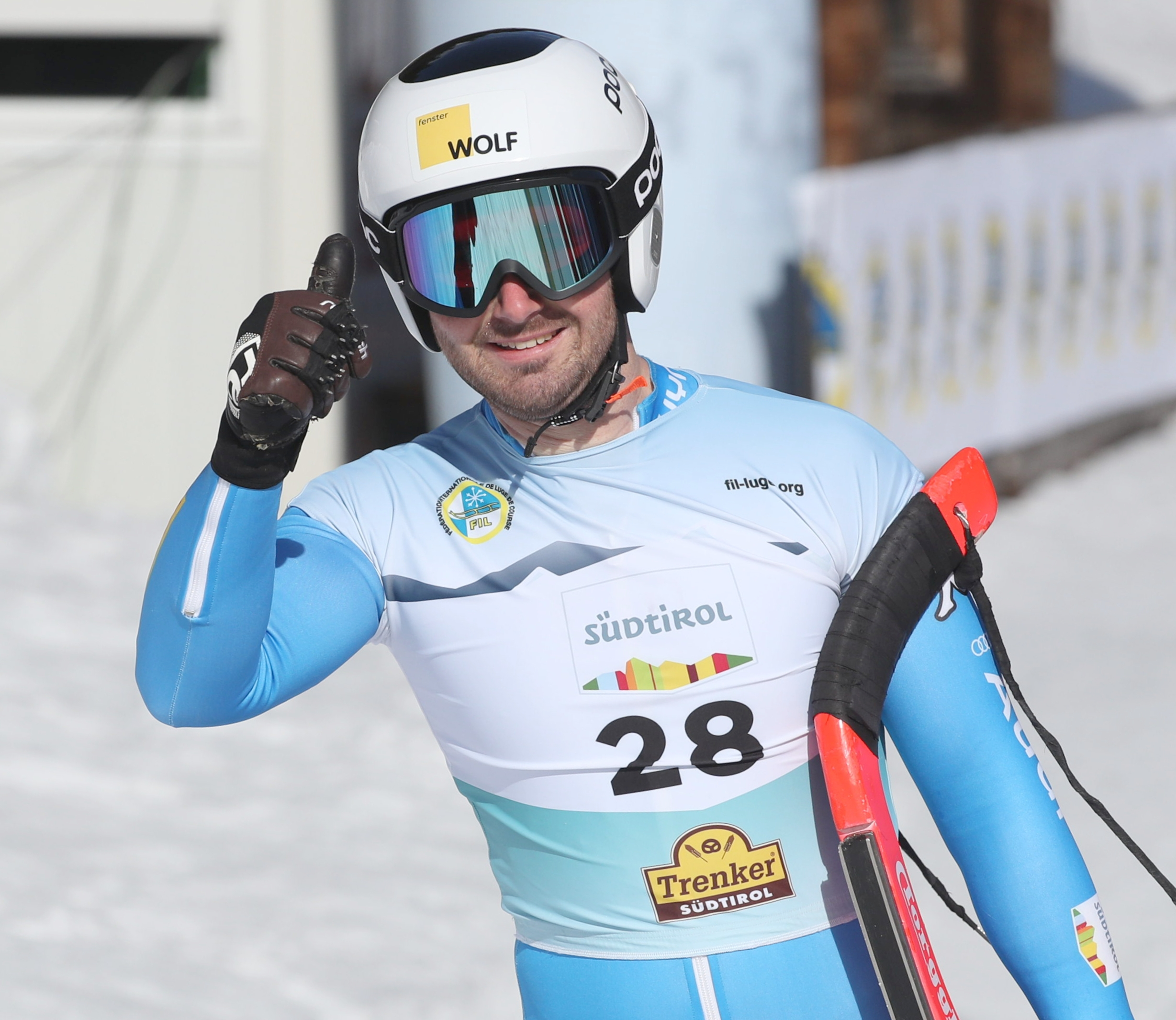
Alex Gruber ha vinto il suo terzo titolo iridato in carriera nel singolo uomini.

L'Austria si era imposta nell'edizione precedente, grazie al primo titolo in carriera di Thomas Kammerlander.
Thomas Kammerlander, vincitore di quattro Coppe del Mondo, non è riuscito a replicarsi. Al suo posto, è stato eletto per la terza volta campione del mondo della specialità del singolo uomini, l'italiano Alex Gruber, autore di un'ultima manche che gli ha permesso di rimontare ben tre posizioni. Al secondo e terzo posto si sono classificati, rispettivamente Michael Scheikl e Thomas Kammerlander, separati da un solo centesimo di secondo.
Alex Gruber ha indossato una medaglia in questa specialità per il sesto mondiale consecutivo mentre l'Italia ha raggiunto il podio per la decima volta consecutiva.
| Pos. | Atleta              | Nazione | 1ª manche | 2ª manche | 3ª manche | Totale  | Distacco |
| ---- | ------------------- | ------- | --------- | --------- | --------- | ------- | -------- |
|      | Alex Gruber         | Italia  | 54"55     | 54"75     | 54"68     | 2'43"98 |          |
|      | Michael Scheikl     | Austria | 54"75     | 54"52     | 55"02     | 2'44"29 | +0"31    |
|      | Thomas Kammerlander | Austria | 54"73     | 54"69     | 54"88     | 2'44"30 | +0"32    |

## Doppio
La gara di doppio si disputò l'11 febbraio 2023 sulla lunghezza di due manche. Presero parte alla gara 7 coppie di atleti di 5 nazionalità diverse. Tutti furono in grado di terminare la gara.
La coppia italiana formata da Patrick Pigneter e Florian Clara saliva sul podio iridato da sette edizioni consecutive e, tra queste, in ben cinque occasioni aveva raggiunto il gradino più alto.
Durante la stagione di Coppa del Mondo si erano aggiudicati solamente l'ultima gara, sempre disputatasi a Nova Ponente.
Patrick Pigneter e Florian Clara non sono però stati in grado di riconfermarsi campioni del mondo ed hanno lasciato il trono ai giovani connazionali Patrick Lambacher e Matthias Lambacher, al loro primo alloro iridato. Al terzo posto si sono piazzati gli sloveni Matevz Vertelj e Vid Kralj al loro primo podio mondiale. Questa loro medaglia di bronzo è anche il primo metallo per la nazione slovena ai mondiali di slittino su pista naturale.
L'Italia si è confermata dominatrice di questa specialità a livello iridato conquistando il 15º titolo in 23 edizioni.
| Pos. | Atleti                               | Nazione  | 1ª manche | 2ª manche | Totale  | Distacco |
| ---- | ------------------------------------ | -------- | --------- | --------- | ------- | -------- |
|      | Patrick Lambacher Matthias Lambacher | Italia   | 59"30     | 58"62     | 1'57"92 |          |
|      | Patrick Pigneter Florian Clara       | Italia   | 59"34     | 58"86     | 1'58"20 | +0"28    |
|      | Matevz Vertelj Vid Kralj             | Slovenia | 1'01"25   | 1'01"53   | 2'02"78 | +4"86    |

## Staffetta a squadre
La staffetta a squadre si disputò il 12 febbraio 2023. La prova si svolse con la formula della staffetta donna/uomo. Parteciparono alla gara 14 atleti di 7 nazionalità diverse.

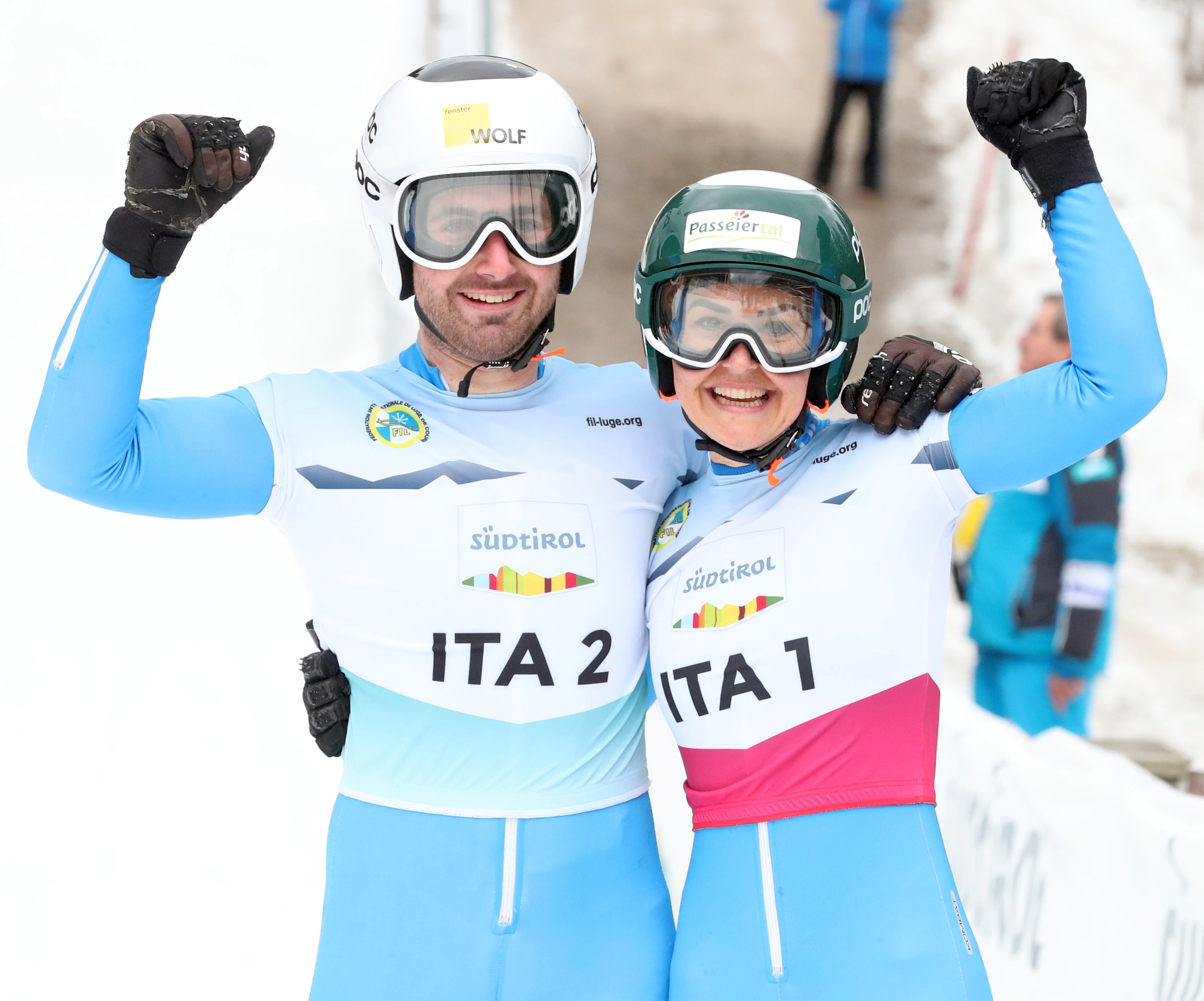
Evelin Lanthaler ed Alex Gruber si sono aggiudicati ancora una volta il titolo mondiale nella staffetta a squadre.

Delle nove prove a squadre iridate che si erano svolte nelle edizioni precedenti, ben sei se le era aggiudicate l'Italia, detentrice del titolo 2021. Durante la stagione di Coppa del Mondo 2023, non erano state svolte gare in questo format.
L'Italia è stata in grado di difendere il titolo conquistato due anni prima grazie ad una prova dominante di Evelin Lanthaler che ha rifilato più di 1" alla sua più immediata inseguitrice. È giunto così il decimo podio consecutivo e la settima vittoria in questo format di gara per l'Italia. Alex Gruber ha messo al collo la sua quarta medaglia d'oro nella prova a squadre iridata.
| Pos. | Nazione  | Atleti                           | Donna | Uomo    | Totale  | Distacco |
| ---- | -------- | -------------------------------- | ----- | ------- | ------- | -------- |
|      | Italia   | Evelin Lanthaler Alex Gruber     | 57"07 | 56"92   | 1'53"99 |          |
|      | Austria  | Tina Unterberger Michael Scheikl | 58"36 | 56"60   | 1'54"96 | +0"97    |
|      | Germania | Lisa Walch Vincent Streit        | 58"12 | 1'00"53 | 1'58"65 | +4"66    |

## Medagliere
L'Italia ha vinto il medagliere portando a casa sei medaglie sulle dieci possibili. Ha vinto tutti e quattro i titoli mondiali in palio ed ha fatto segnare una doppietta nella specialità del doppio. L'Austria si è dovuta accontentare di due medaglie d'argento ed altrettante di bronzo. Due nazioni hanno raggiunto il loro primo podio iridato della storia: la Slovenia e la Germania hanno infatti portato a casa una medaglia di bronzo a testa.
| Pos.   | Nazione  | Oro | Argento | Bronzo | Totale |
| ------ | -------- | --- | ------- | ------ | ------ |
| 1      | Italia   | 4   | 2       | 0      | 6      |
| 2      | Austria  | 0   | 2       | 2      | 4      |
| 3      | Slovenia | 0   | 0       | 1      | 1      |
| 3      | Germania | 0   | 0       | 1      | 1      |
| Totale | Totale   | 4   | 4       | 4      | 12     |